# Pipistrellus anthonyi
Pipistrellus anthonyi is een zoogdier uit de familie van de gladneuzen (Vespertilionidae). De wetenschappelijke naam van de soort werd voor het eerst geldig gepubliceerd door Tate in 1942.

## Voorkomen
De soort komt voor in Myanmar.